# Роньи
Роньи́ (фр. Rogny) — коммуна во Франции, находится в регионе Пикардия. Департамент коммуны — Эна. Входит в состав кантона Марль. Округ коммуны — Вервен.
Код INSEE коммуны — 02652.

## Население
Население коммуны на 2010 год составляло 105 человек.
| 1962 | 1968 | 1975 | 1982 | 1990 | 1999 | 2010 |
| ---- | ---- | ---- | ---- | ---- | ---- | ---- |
| 179  | 142  | 138  | 138  | 129  | 116  | 105  |

## Экономика
В 2010 году среди 76 человек трудоспособного возраста (15—64 лет) 53 были экономически активными, 23 — неактивными (показатель активности — 69,7 %, в 1999 году было 75,0 %). Из 53 активных жителей работало 39 человек (23 мужчины и 16 женщин), безработных было 14 (8 мужчин и 6 женщин). Среди 23 неактивных 5 человек были учениками или студентами, 7 — пенсионерами, 11 были неактивными по другим причинам.